# Rejon Ucar
Rejon Ucar (azer. Ucar rayonu) – rejon w centralnym Azerbejdżanie. 